# انرگوسوکوس
انرگوسوکوس (نام علمی: ') نام یک سرده از راسته رایی‌سوسماران است.